# Pardosa nigriceps
Pardosa nigriceps es una especie de araña araneomorfa del género Pardosa, familia Lycosidae. Fue descrita científicamente por Thorell en 1856.
Habita en Europa. Los machos tienen palpos característicamente negros debido a una gruesa capa de pelo. Los machos miden entre 4 y 5 mm, las hembras son más grandes entre 5 y 7 mm y tienen un abdomen más grande.